# Kuwait Television
Kuwait Television és la cadena de televisió oficial de Kuwait i forma part del Ministeri d'informació del Kuwait.
Kuwait Television compta amb 9 canals i un canal per satèl·lit: KTV1, KTV2, KTV Sport, KTV Sport Plus, KTV Kids, alQurain channel, Al Araby Channel, Ethraa Channel i Almajles channel.

## Història
Kuwait Television va començar a emetre el 15 de novembre de 1961, des del districte oriental d'Al-Kuwait. Va ser només la segona emissora de televisió de la península Aràbiga (després de Iraq TV), que va emetre inicialment en blanc i negre durant quatre hores al dia. Va començar a emetre en color mitjançant el sistema PAL el març del 1974, per a la primera ronda de la Copa de Nacions del Golf, des de Bahrain.
Els primers locutors foren Salem Al-Fahd, Reza Faili i Jassim Al-Shehab.

## KTV1
KTV1 va començar a emetre el 7 d'abril de 1992 amb transmissió de 24 hores. Al 1997 el canal emetia programes produïts per Kuwait a tot el món. KTV1 és un canal estatal. El seu cicle de programació canvia aproximadament cada tres mesos i mostra contingut especial durant el mes del Ramadà. Els programes diaris al canal inclouen Good Morning Kuwait, Baitak i Good Evening. A les retransmissions també s'inclouen diversos programes culturals i religiosos i la cobertura d'esdeveniments estatals.

## KTV2
KTV2 és l'únic dels canals estatals que transmet en anglès. Mostra programes en anglès i programes àrabs que han estat doblats rn anglès, mostrant una programació local centrada en la família. La missió declarada del canal és promoure els mitjans de comunicació de Kuwait a l'estranger, mostrar als espectadors estrangers alguna cosa de la cultura i notícies de Kuwait i fomentar les relacions entre l'Estat, el públic kuwaitià i els angloparlants a Kuwait.

## KTV Sport
KTV Sport va començar a emetre l'1 de novembre de 1993. Presidit inicialment per Mohammed Al Zamel, aquest canal va ser considerat a és el moment de ser el principal canal esportiu a la regió del Golf Pèrsic. Originalment era un canal esportiu local, però el 2002 KTV Sport va substituir la seva transmissió terrestre per transmissió per satèl·lit, permetent-la també d'emetre esdeveniments esportius internacionals.

## Canal Al Araby
Al Araby va començar a emetre el 25 de febrer de 2009 sota la direcció de l'ex ministre d'informació, el xeic Sabah Al Khalid Al Sabah. La seva programació inclou espectacles basats en espectacles de base literària, cultural, científica i artística i també cobreix esdeveniments culturals importants. El canal Al Araby es coordina amb KTV1 quan cobreix esdeveniments nacionals.

## Canal Ethra's
Ethra's Channel està dedicat a programes religiosos que eduquen els espectadors sobre l'Islam, els principis islàmics i el valor espiritual de l'Islam. Es coordina amb el Ministre d'Awqaf i Afers Islàmics de Kuwait, així com amb la Fundació Pública Awqaf per produir informació que dona suport a l'islam majoritari en lloc d'ideologies extremistes. The channel also covers religious events in Kuwait.